# Persone di nome Trevor
| Questa pagina contiene informazioni ricavate automaticamente dalle voci biografiche con l'ausilio del template Bio e di un bot. L'aggiornamento è periodico e automatico e ricostruisce completamente la pagina. Se manca una persona in questa lista, sei pregato di non aggiungerla, ma accertati piuttosto che la sua voce biografica contenga il template Bio e che i dati anagrafici siano correttamente compilati. Se il template Bio manca, inseriscilo tu stesso o, in alternativa, metti l'avviso {{tmp\|Bio}} che ne segnala la mancanza. Se i dati riportati sono sbagliati, correggi direttamente la voce biografica; le modifiche saranno visibili in questa lista entro pochi giorni. Per chiarimenti vedi il progetto antroponimi. La lista contiene solo le 116 persone che sono citate nell'enciclopedia e per le quali è stato implementato correttamente il template Bio. Pagina aggiornata al 16 ott 2024. |

Questa è una lista di persone presenti nell'enciclopedia che hanno il prenome Trevor, suddivise per attività principale.

## Allenatori di calcio(3)
- Trevor Anderson, allenatore di calcio e ex calciatore nordirlandese (Belfast, n. 1951)
- Trevor Morgan, allenatore di calcio e ex calciatore inglese (Forest Gate, n. 1956)
- Trevor Senior, allenatore di calcio e ex calciatore inglese (Stratton, n. 1961)

## Allenatori di pallavolo(1)
- Trevor Weiskircher, allenatore di pallavolo e ex pallavolista statunitense (Loves Park, n. 1994)

## Altisti(1)
- Trevor Barry, altista bahamense (Nassau, n. 1983)

## Attori(14)
- Trevor Bardette, attore statunitense (Nashville, n. 1902 - Green Valley, † 1977)
- Trevor Blumas, attore canadese (London, n. 1984)
- Trevor Eve, attore britannico (Sutton Coldfield, n. 1951)
- Trevor Fehrman, attore statunitense (Saint Paul, n. 1981)
- Trevor Flannagan-Tordjman, attore e ballerino canadese (Kitchener, n. 1995)
- Trevor Goddard, attore inglese (Croydon, n. 1962 - Hollywood, † 2003)
- Trevor Howard, attore britannico (Cliftonville, n. 1913 - Londra, † 1988)
- Trevor Jackson, attore, cantante e ballerino statunitense (Indianapolis, n. 1996)
- Trevor Matthews, attore canadese (Ottawa, n. 1982)
- Trevor Morgan, attore statunitense (Chicago, n. 1986)
- Trevor Peacock, attore inglese (Edmonton, n. 1931 - Yeovil, † 2021)
- Trevor Stines, attore e modello statunitense (Olympia, n. 1996)
- Trevor White, attore e doppiatore britannico
- Trevor Wright, attore e modello statunitense (Pomona, n. 1982)

## Bassisti(2)
- Trevor Bolder, bassista britannico (Kingston upon Hull, n. 1950 - Londra, † 2013)
- Trevor Dunn, bassista statunitense (Eureka, n. 1968)

## Calciatori(21)
- Trevor Birch, calciatore inglese (West Bromwich, n. 1933 - Staffordshire, † 2013)
- Trevor Carson, calciatore nordirlandese (Downpatrick, n. 1988)
- Trevor Cherry, calciatore e allenatore di calcio inglese (Huddersfield, n. 1948 - Huddersfield, † 2020)
- Trevor Cilia, ex calciatore maltese (Floriana, n. 1983)
- Trevor David, calciatore olandese (Voorburg, n. 1997)
- Trevor Doornbusch, calciatore olandese (Haarlem, n. 1999)
- Trevor Edwards, calciatore gallese (Rhondda, n. 1937 - † 2024)
- Trevor Elhi, calciatore estone (Tallinn, n. 1993)
- Trevor Ford, calciatore gallese (Swansea, n. 1923 - Swansea, † 2003)
- Trevor Francis, calciatore e allenatore di calcio inglese (Plymouth, n. 1954 - Marbella, † 2023)
- Trevor Hartley, ex calciatore e allenatore di calcio inglese (Doncaster, n. 1947)
- Trevor Hebberd, ex calciatore inglese (New Alresford, n. 1958)
- Trevor Lennen, calciatore beliziano (n. 1983)
- Trevor Meredith, ex calciatore inglese (Stottesdon, n. 1936)
- Trevor Morley, ex calciatore inglese (Nottingham, n. 1961)
- Trevor Peters, calciatore anglo-verginiano (Dominica, n. 1989)
- Trevor Putney, ex calciatore inglese (Harold Hill, n. 1960)
- Trevor Sinclair, ex calciatore inglese (Dulwich, n. 1973)
- Trevor Smith, calciatore inglese (Brierley Hill, n. 1936 - † 2003)
- Trevor Storton, calciatore inglese (Keighley, n. 1949 - † 2011)
- Trevor Whymark, ex calciatore inglese (Burston, n. 1950)

## Canottieri(1)
- Trevor Coker, canottiere neozelandese (Wanganui, n. 1949 - Wanganui, † 1981)

## Cantanti(2)
- Trevor Horn, cantante, bassista e tastierista britannico (Durham, n. 1949)
- Trevor Daniel, cantante statunitense (Houston, n. 1994)

## Cantautori(1)
- Trevor McNevan, cantautore canadese (Peterborough, n. 1978)

## Cestisti(13)
- Trevor Ariza, ex cestista statunitense (Miami, n. 1985)
- Trevor Booker, ex cestista statunitense (Whitmire, n. 1987)
- Trevor Cooney, ex cestista statunitense (Wilmington, n. 1992)
- Trevor Davies, cestista britannico (Londra, n. 1928 - Sutton, † 2012)
- Trevor Gaskins, cestista statunitense (Alpharetta, n. 1989)
- Trevor Hudgins, cestista statunitense (Manhattan, n. 1999)
- Trevor Keels, cestista statunitense (Clinton, n. 2003)
- Trevor Lacey, cestista statunitense (Huntsville, n. 1991)
- Trevor Mbakwe, ex cestista e allenatore di pallacanestro statunitense (Saint Paul, n. 1989)
- Trevor Releford, ex cestista statunitense (Kansas City, n. 1991)
- Trevor Ruffin, ex cestista e allenatore di pallacanestro statunitense (Buffalo, n. 1970)
- Trevor Thompson, cestista statunitense (Long Island, n. 1994)
- Trevor Wilson, ex cestista statunitense (Los Angeles, n. 1968)

## Chimici(1)
- Trevor Kletz, chimico britannico (Darlington, n. 1922 - Birmingham, † 2013)

## Chitarristi(2)
- Trevor Peres, chitarrista statunitense (n. 1969)
- Trevor Rabin, chitarrista e compositore sudafricano (Johannesburg, n. 1954)

## Comici(1)
- Trevor Moore, comico, attore e scrittore statunitense (Montclair, n. 1980 - Los Angeles, † 2021)

## Compositori(1)
- Trevor Morris, compositore canadese (London, n. 1970)

## Conduttori televisivi(1)
- Trevor Noah, conduttore televisivo, attore e comico sudafricano (Johannesburg, n. 1984)

## Direttori d'orchestra(1)
- Trevor Pinnock, direttore d'orchestra e clavicembalista inglese (Canterbury, n. 1946)

## Dirigenti sportivi(1)
- Trevor Trevisan, dirigente sportivo e ex calciatore italiano (Cassino, n. 1983)

## Disegnatori(1)
- Trevor Brown, disegnatore inglese (Brighton, n. 1959)

## Doppiatori(1)
- Trevor Reekers, doppiatore e musicista olandese (n. 1988)

## Drammaturghi(1)
- Trevor Griffiths, drammaturgo e sceneggiatore britannico (Ancoats, n. 1935 - † 2024)

## Giocatori di baseball(3)
- Trevor Bauer, giocatore di baseball statunitense (Los Angeles, n. 1991)
- Trevor Hoffman, ex giocatore di baseball statunitense (Bellflower, n. 1967)
- Trevor Story, giocatore di baseball statunitense (Irving, n. 1992)

## Giocatori di football americano(12)
- Trev Alberts, ex giocatore di football americano statunitense (Cedar Falls, n. 1970)
- Trevor Bates, giocatore di football americano statunitense (Westbrook, n. 1993)
- T.J. Clemmings, giocatore di football americano statunitense (Mount Vernon, n. 1991)
- Trevor Davis, giocatore di football americano statunitense (San Francisco, n. 1993)
- Trevor Guyton, giocatore di football americano statunitense (n. 1990)
- Trevor Matich, ex giocatore di football americano statunitense (Washington, n. 1961)
- Trevor Penning, giocatore di football americano statunitense (Clear Lake, n. 1999)
- Trevor Pryce, ex giocatore di football americano statunitense (Brooklyn, n. 1975)
- Trevor Reilly, ex giocatore di football americano statunitense (Valley Center, n. 1988)
- Trevor Scott, giocatore di football americano statunitense (Potsdam, n. 1984)
- Trevor Siemian, giocatore di football americano statunitense (Windermere, n. 1991)
- Trevor Vasey, giocatore di football americano statunitense (Cumberland, n. 1993)

## Giornalisti(1)
- Trevor Brooking, giornalista, dirigente sportivo e ex calciatore inglese (Barking, n. 1948)

## Golfisti(1)
- Trevor Immelman, golfista sudafricano (Città del Capo, n. 1979)

## Hockeisti su ghiaccio(4)
- Trevor Johnson, ex hockeista su ghiaccio canadese (Trail, n. 1982)
- Trevor Lewis, hockeista su ghiaccio statunitense (Salt Lake City, n. 1987)
- Trevor Meier, ex hockeista su ghiaccio canadese (Oakville, n. 1973)
- Lynn Powis, ex hockeista su ghiaccio canadese (Saskatoon, n. 1949)

## Inventori(1)
- Trevor Baylis, inventore inglese (Londra, n. 1937 - Eel Pie Island, † 2018)

## Modelli(1)
- Trevor Donovan, modello e attore statunitense (Bishop, n. 1978)

## Musicisti(2)
- Trevor Jones, musicista e compositore sudafricano (Città del Capo, n. 1949)
- Youth Lagoon, musicista statunitense (San Diego, n. 1989)

## Ostacolisti(1)
- Trevor Bassitt, ostacolista e velocista statunitense (Bluffton, n. 1998)

## Pallanuotisti(1)
- Trevor Lewis, pallanuotista britannico (Swansea, n. 1919 - Swansea, † 1995)

## Piloti automobilistici(2)
- Trevor Bayne, pilota automobilistico statunitense (Knoxville, n. 1991)
- Trevor Taylor, pilota automobilistico britannico (Sheffield, n. 1936 - Rotherham, † 2010)

## Politici(2)
- Trevor Colman, politico britannico (St Breward, n. 1941 - † 2022)
- Trevor Manuel, politico sudafricano (n. 1956)

## Procuratori sportivi(1)
- Trevor Steven, procuratore sportivo e ex calciatore inglese (Berwick-upon-Tweed, n. 1963)

## Pugili(1)
- Trevor Berbick, pugile giamaicano (Port Antonio, n. 1954 - Port Antonio, † 2006)

## Rapper(1)
- Busta Rhymes, rapper, produttore discografico e attore statunitense (New York, n. 1972)

## Registi(1)
- Trevor Nunn, regista britannico (Ipswich, n. 1940)

## Rugbisti a 15(3)
- Trevor Brennan, ex rugbista a 15 e imprenditore irlandese (Leixlip, n. 1973)
- Trevor Nyakane, rugbista a 15 sudafricano (Bushbuckridge, n. 1989)
- Trevor Woodman, rugbista a 15, allenatore di rugby a 15 e commentatore televisivo britannico (Plymouth, n. 1976)

## Sciatori alpini(2)
- Trevor Philp, ex sciatore alpino canadese (Toronto, n. 1992)
- Trevor White, ex sciatore alpino canadese (Calgary, n. 1984)

## Tennisti(2)
- Trevor Fancutt, tennista e allenatore di tennis sudafricano (Kokstad, n. 1934 - Australia, † 2022)
- Trevor Kronemann, ex tennista statunitense (Edina, n. 1968)

## Thaiboxer(1)
- Trevor Smandych, thaiboxer e kickboxer canadese (n. 1978)

## Velocisti(1)
- Trevor Stewart, velocista statunitense (Lorton, n. 1997)

## Wrestler(2)
- Trevor Lee, wrestler statunitense (Cameron, n. 1993)
- Ricochet, wrestler statunitense (Paducah, n. 1988)